# Ceyloni galamb
A ceyloni galamb (Columba torringtoniae vagy Columba torringtonii) a madarak osztályának galambalakúak (Columbiformes) rendjéhez és a galambfélék (Columbidae) családjához tartozó faj.

## Rendszerezése
A fajt Edward Blyth és Edward Frederick Kelaart írták le 1853-ban, a Palumbus nembe Palumbus torringtonii néven.

## Előfordulása
Srí Lanka területén honos. Természetes élőhelyei a szubtrópusi vagy trópusi síkvidéki és hegyi esőerdők. Állandó, nem vonuló faj.

## Megjelenése
Testhossza 33-36 centiméter.

## Életmódja
Gyümölcsökkel és bogyókkal táplálkozik.

## Természetvédelmi helyzete
Az elterjedési területe kicsi, széttagozott és az erdőirtások miatt csökken, egyedszáma 2500-9999 példány közötti és szintén csökken. A Természetvédelmi Világszövetség Vörös listáján sebezhető fajként szerepel.